# Acanthopagrus australis
Acanthopagrus australis е вид бодлоперка от семейство Sparidae. Видът не е застрашен от изчезване.

## Разпространение и местообитание
Разпространен е в Австралия (Виктория, Куинсланд и Нов Южен Уелс).
Обитава сладководни и полусолени басейни, морета, океани и рифове. Среща се на дълбочина от 0,5 до 5 m, при температура на водата около 26,2 °C и соленост 35,1 ‰.

## Описание
На дължина достигат до 66 cm, а теглото им е максимум 4500 g.
Продължителността им на живот е около 14 години.